# Kuse Piri
Kuse Piri – wieś w Iranie, w ostanie Azerbejdżan Zachodni, w szahrestanie Takab. W 2006 roku liczyła 176 mieszkańców.